# 래스터 그래픽스 편집기
래스터 그래픽스 편집기는 사용자가 컴퓨터 화면에서 대화식으로 이미지를 제작하고 편집하는 컴퓨터 프로그램이다. JPEG, PNG, GIF 및 TIFF 같은 많은 "비트맵" 또는 "래스터" 형식 중 하나로 저장할 수 있다. 

## 벡터 그래픽스 편집기와의 비교
벡터 그래픽스 편집기는 종종 래스터 그래픽스 편집기와 대조되지만, 그 기능은 서로를 보완한다. 벡터와 래스터 편집기의 기술적 차이는 벡터와 래스터 이미지의 차이 때문이다. 벡터 그래픽은 기하학 공식을 사용하여 수학적으로 생성된다. 각 구성요소는 숫자로 생성되고 조작된다. 본질적으로 핵심 포인트의 배치에 직교 좌표계를 사용하고 점을 연결하여 색상을 정의하는 수학 알고리즘을 사용한다.

## 일반적인 특징
- 편집할 영역 선택하기
- 다양한 색상, 크기, 모양 및 지정된 브러시로 선 그리기
- 단일 색상, 색상 그라디언트 또는 텍스처로 영역 채우기
- 다양한 색상 모델 (예:RGB, HSV)을 사용하거나 색상 드롭퍼를 사용하여 색상 선택하기
- 다양한 색상 모델을 편집하고 변환하기

## 같이 보기
- 벡터 드로잉 프로그램
- 텍스처 매핑
- 문서 편집기
- 3차원 모델링